# باتيرومير
باتيرومير (بالإنجليزية: Patiromer)‏ هو دواء يُستعمل في علاج:
- فرط بوتاسيوم الدم

## معرض صور

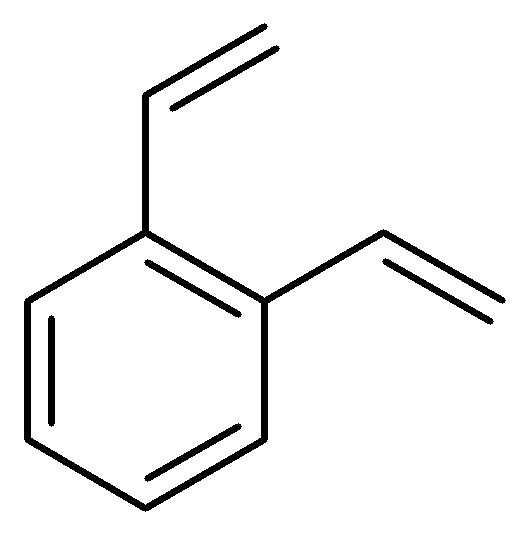
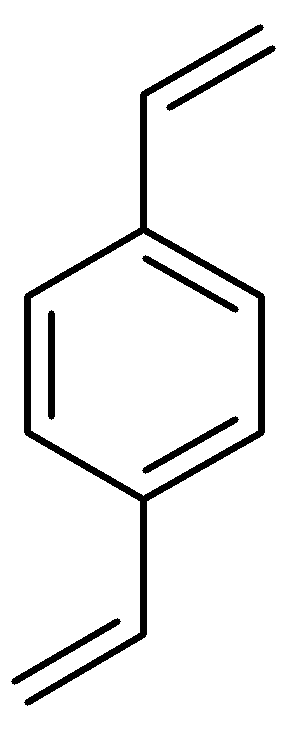